# Vlajka Stavropolského kraje

Vlajka Stavropolského kraje
Poměr stran: 2:3

Vlajka Stavropolského kraje, jednoho z krajů Ruské federace, je tvořena žlutým listem o poměru stran 2:3 s bílým skandinávským křížem, v jehož středu je kresba krajského znaku.
Žlutá barva vlajky symbolizuje jižní část Ruska a pšenici, úrodnost a bohatství kraje. Kříž je připomínkou názvu města Stavropol, jehož jméno odvodila Kateřina II. Veliká z řeckého sousloví Město kříže.

## Historie
Stavropolský kraj vznikl (přejmenováním) 12. ledna 1943. V sovětské éře kraj neužíval žádnou vlajku. 29. prosince 1994 byly usnesením č. 170-II GDSK Státní dumy Stavropolského kraje zveřejněny výsledky soutěže na vlajku kraje. Téhož dne bylo přijato usnesení č. 172-II „O vlajce Stavropolského kraje”. V soutěži zvítězil návrh skupiny výtvarníků V. N. Solovjeva, T. N. Solovjevové a I. N. Postnikovové.
Vlajka byla hojně užívána ruskou armádou při válce (První a druhá čečenská válka) v Čečensku.

## Vlajka gubernátora Stavropolského kraje
Gubernátor Stavropolského kraje užívá vlastní vlajku.

Vlajka gubernátora Stavropolského kraje Poměr stran: 1:1

## Vlajky rajónů Stavropolského kraje

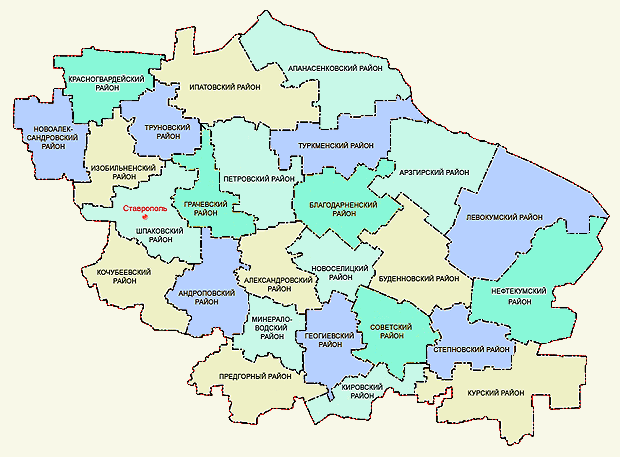
Administrativní členění Stavropolského kraje

Stavropol Poměr stran: 2:3
Buďonnovsk Poměr stran: 2:3
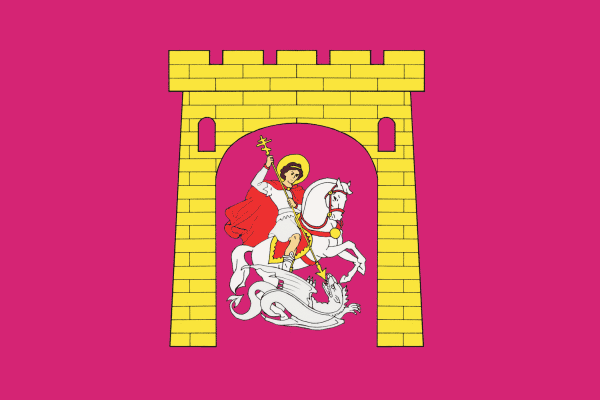
Georgijevsk Poměr stran: 2:3
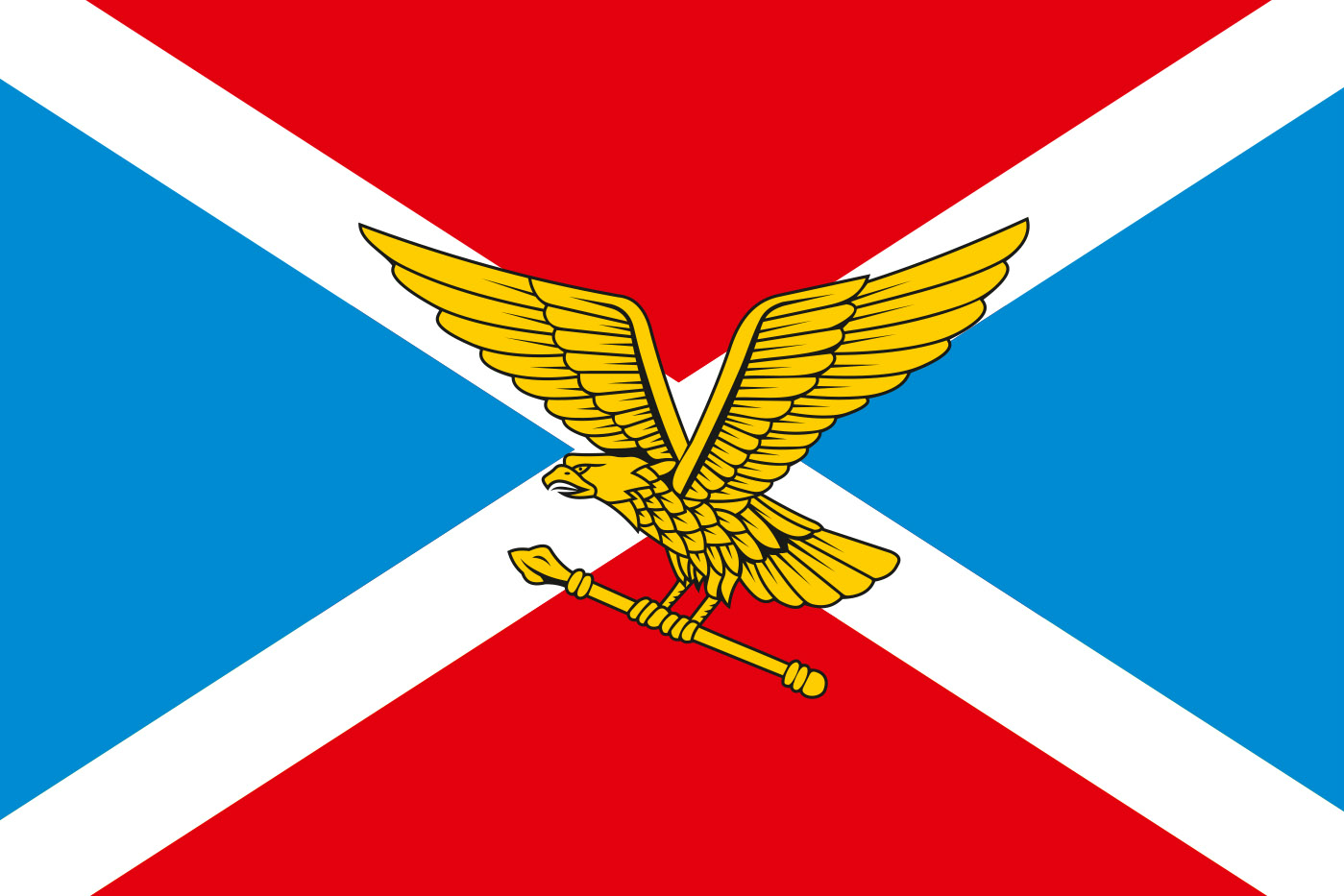
Jessentuki Poměr stran: 2:3
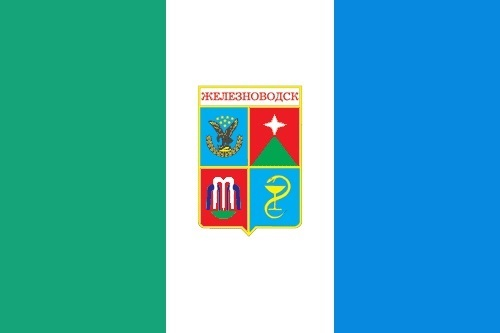
Železnovodsk Poměr stran: 2:3
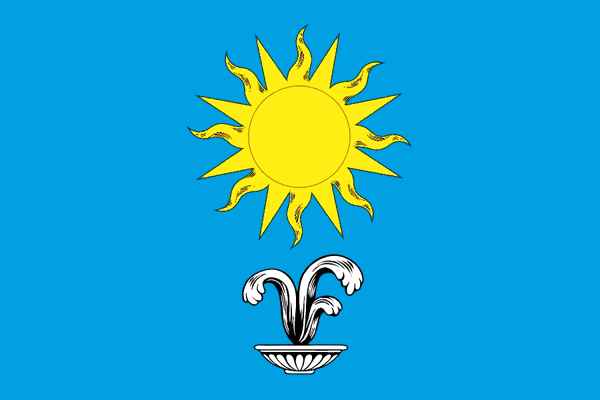
Kislovodsk Poměr stran: 2:3
Lermontov Poměr stran: 2:3
Něvinnomyssk Poměr stran: 2:3
Pjatigorsk Poměr stran: 2:3

Stavropolský kraj se člení na 26 rajónů a 10 měst krajského významu. V rámci reformy jsou od 1. ledna 2019 obce začleněny do 17 městských a 16 obecních okruhů. Město Miněralnyje Vody ztratilo statut města a tím i nárok na vlajku, a spolu s městy Buďonnovsk a Georgijevsk nejsou okruhem ale součástí rajónů.

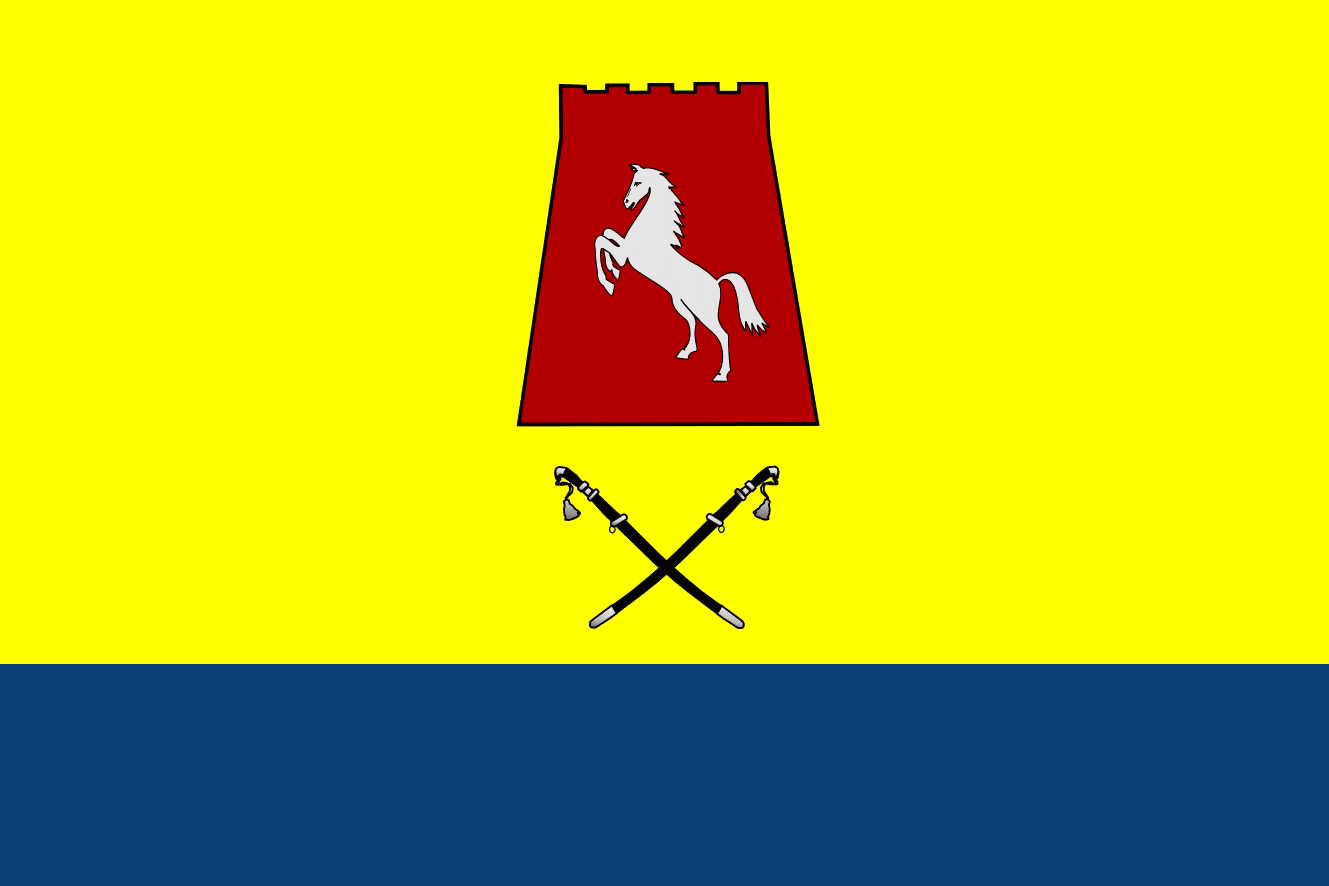
Alexandrovsky rajón Poměr stran: 2:3
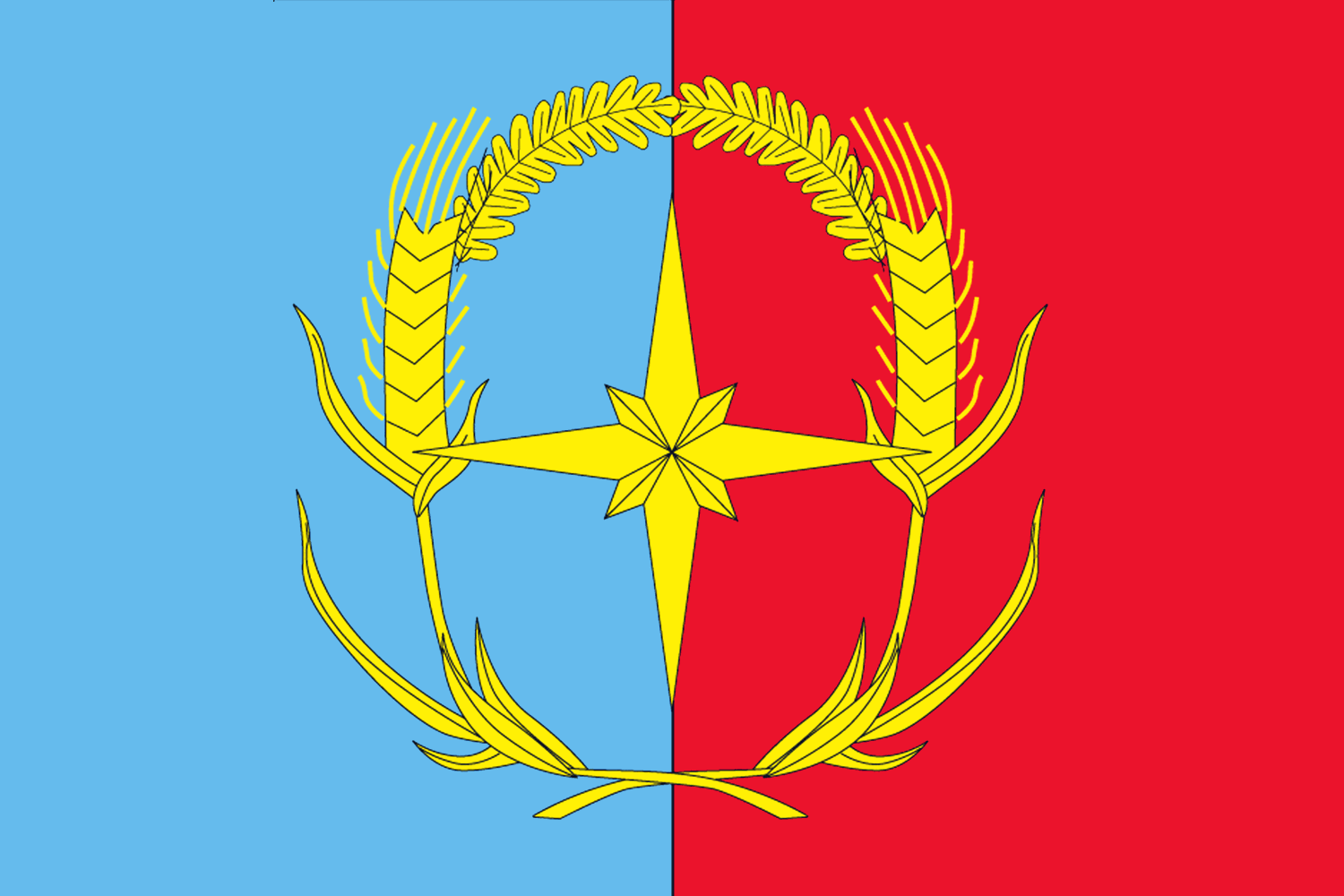
Andropovský rajón Poměr stran: 2:3
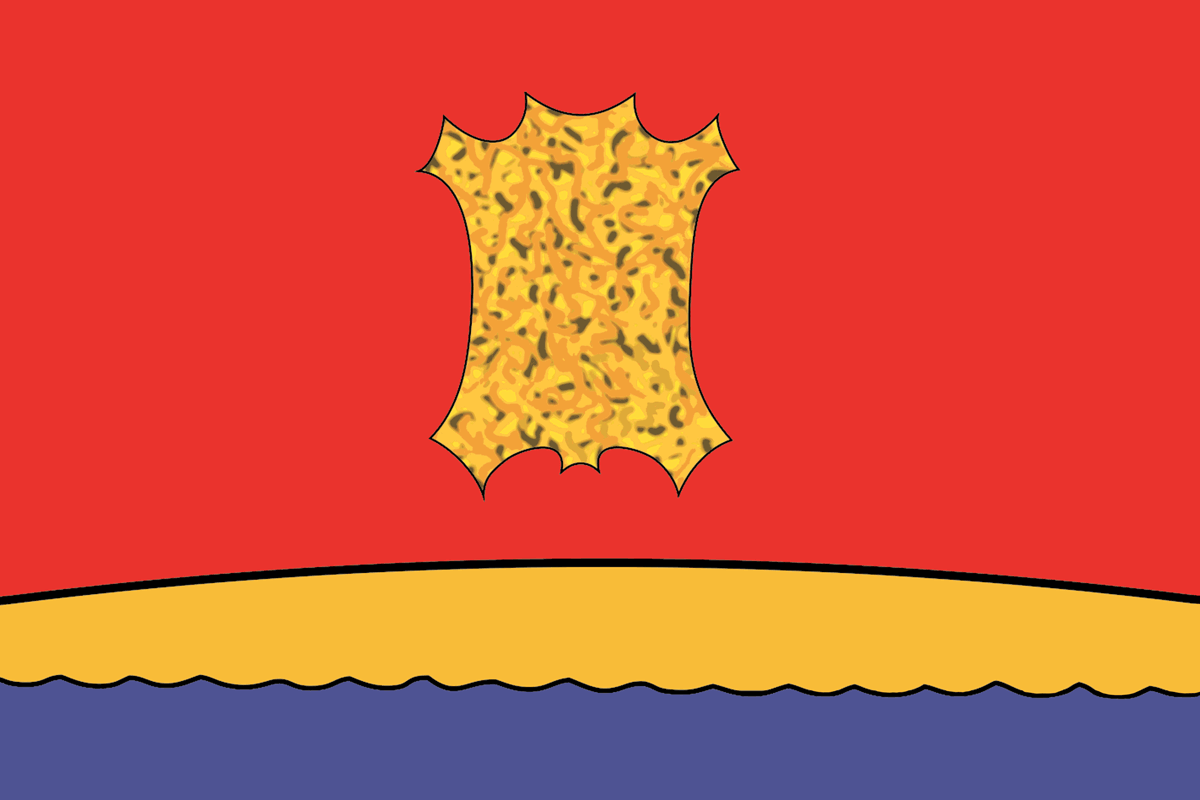
Apanasenkovský rajón Poměr stran: 2:3
Arzgirský rajón Poměr stran: 2:3
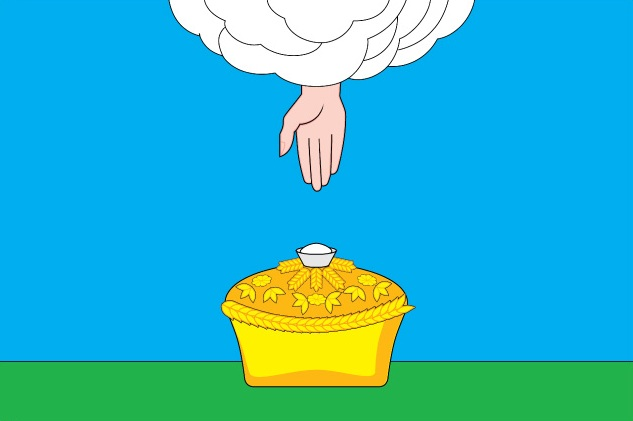
Blagodarněnský rajón Poměr stran: 2:3
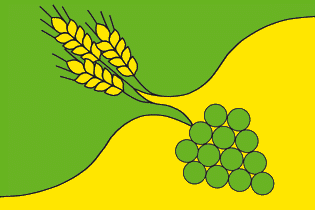
Buďonnovský rajón Poměr stran: 2:3
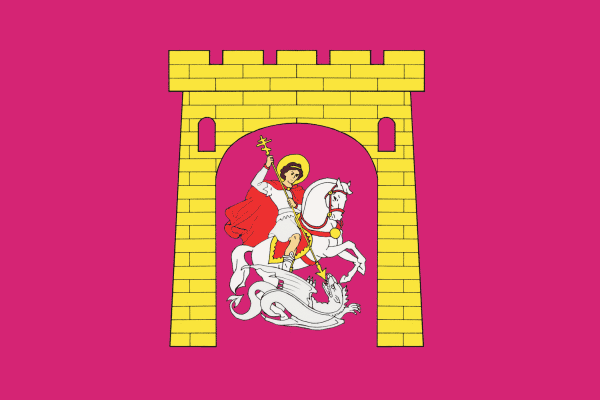
Georgijevský rajón Poměr stran: 2:3
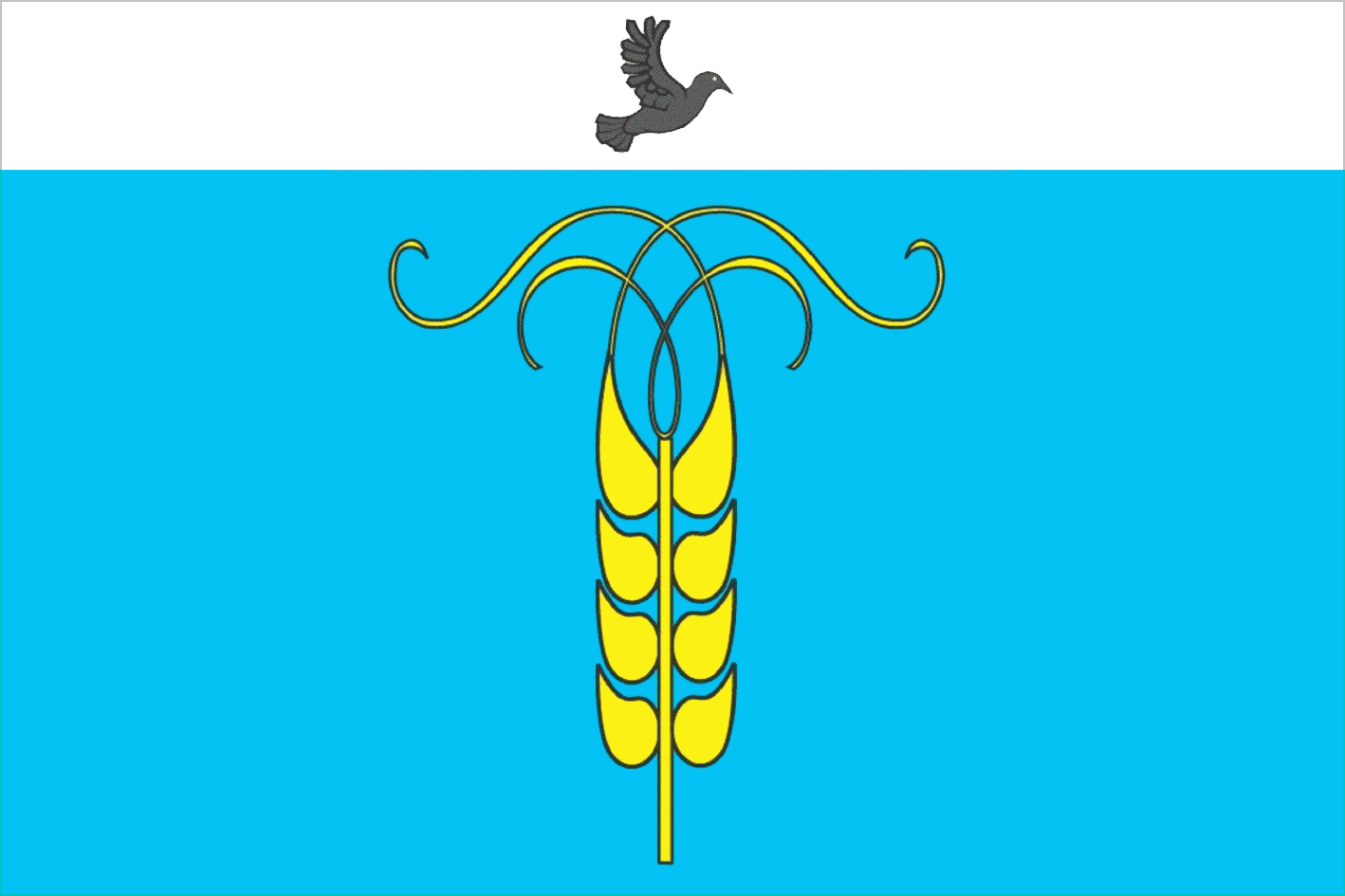
Gračjovský rajón Poměr stran: 2:3
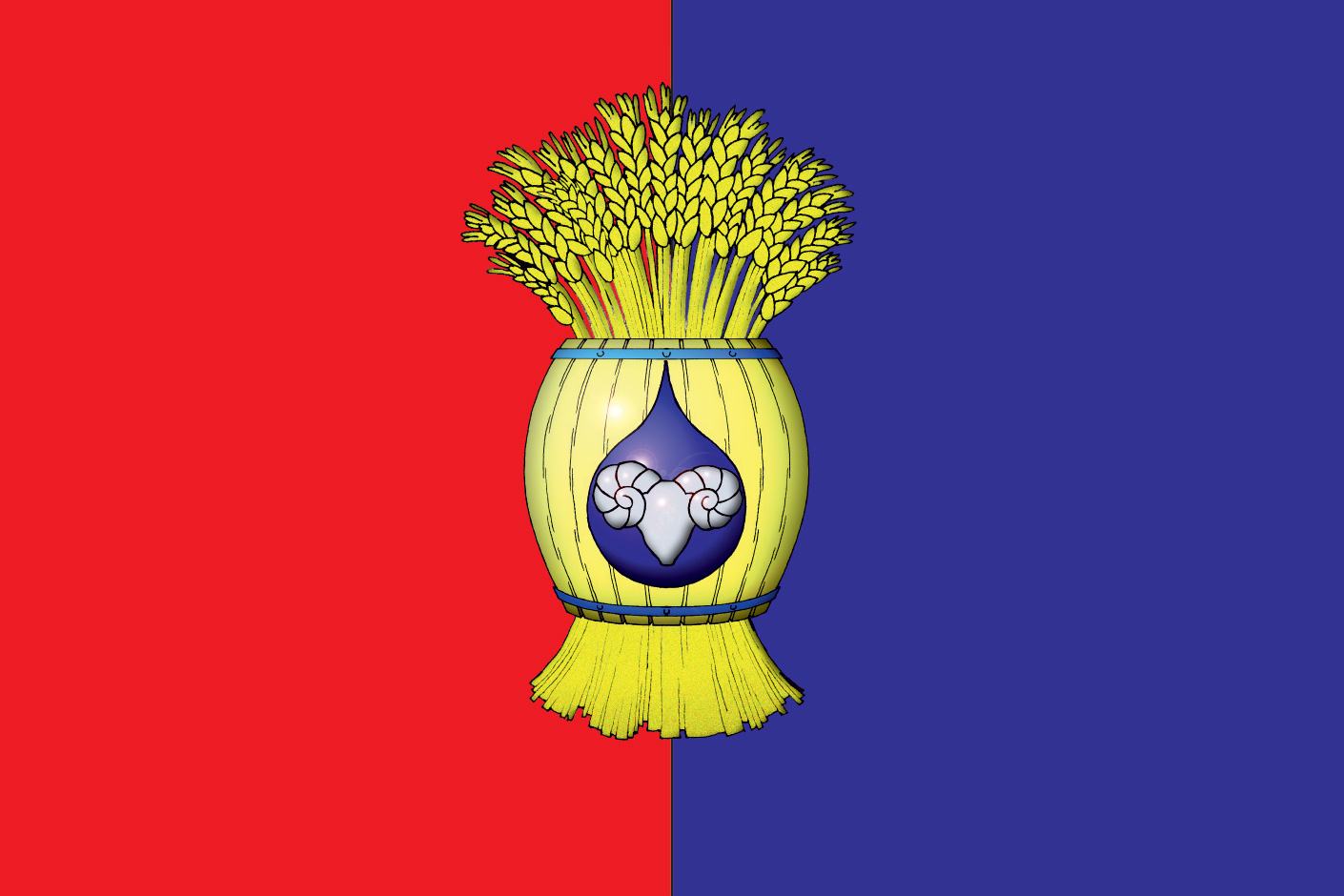
Ipatovský rajón Poměr stran: 2:3
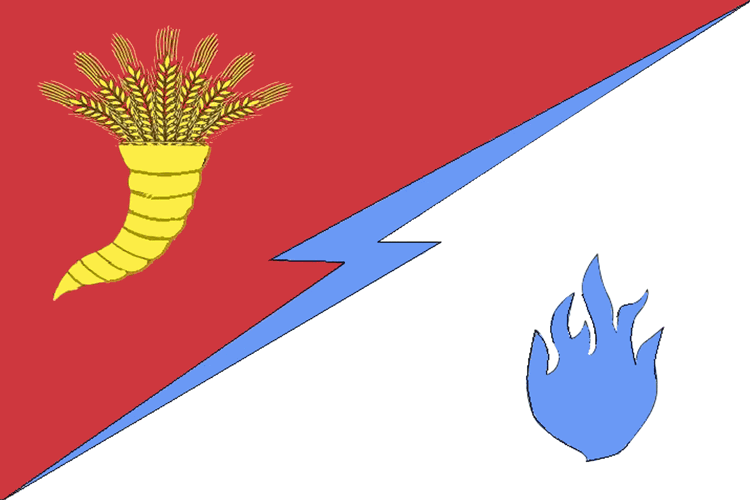
Izobilněnský rajón Poměr stran: 2:3
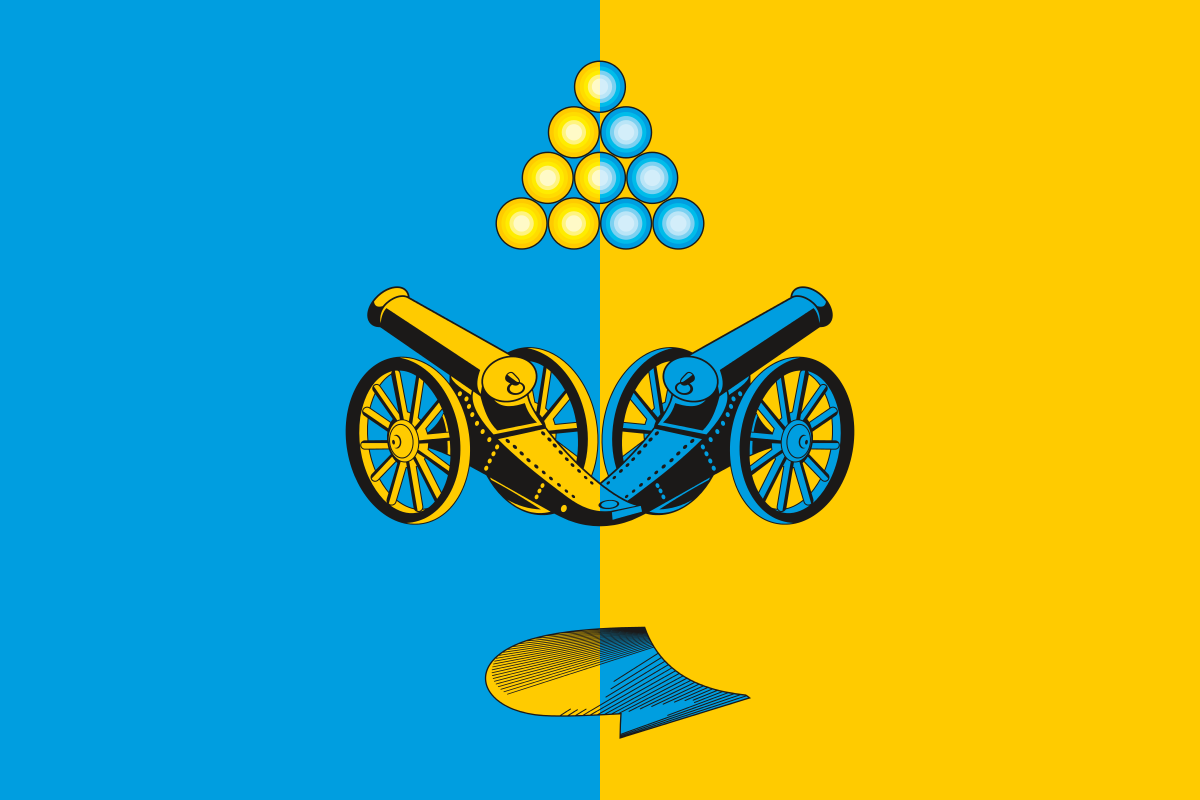
Kirovský rajón Poměr stran: 2:3
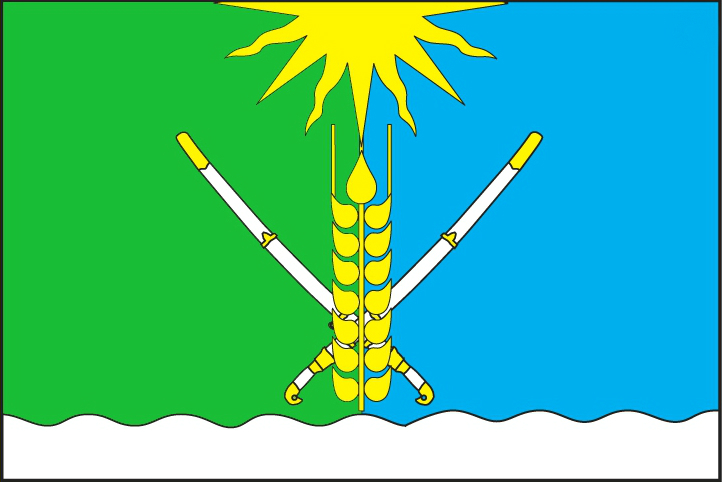
Kočubejevský rajón Poměr stran: 2:3
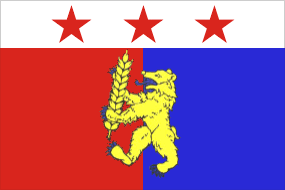
Krasnogvardějský rajón Poměr stran: 2:3
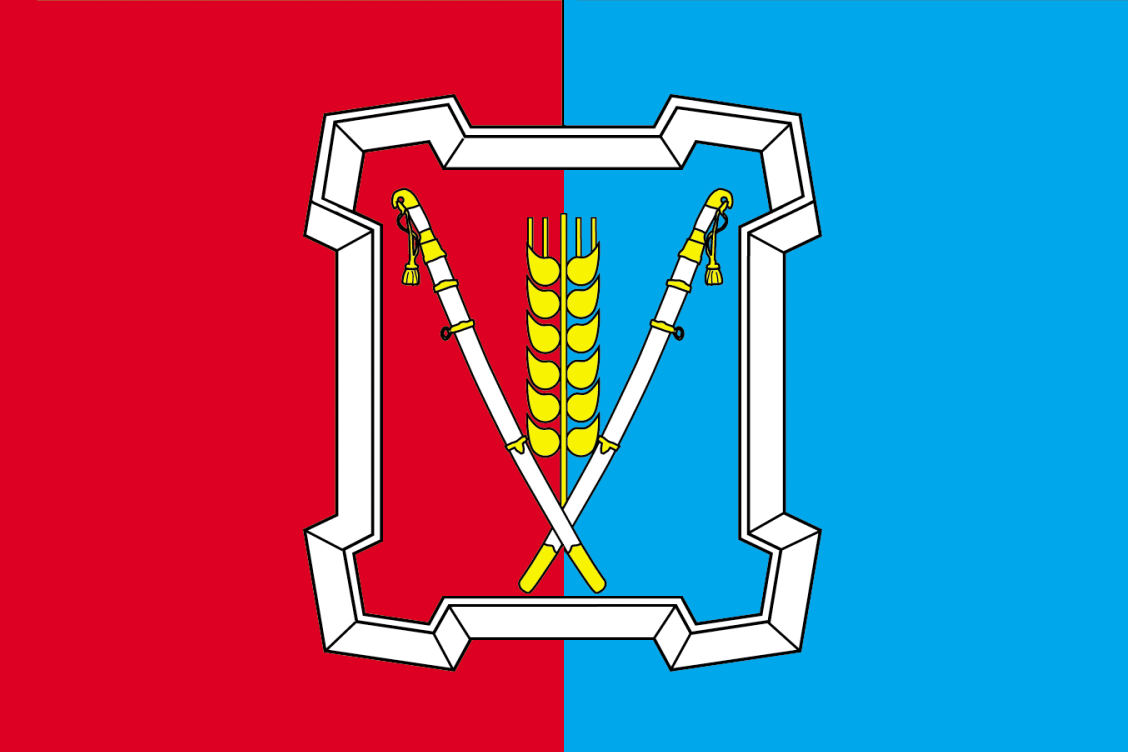
Kurský rajón Poměr stran: 2:3
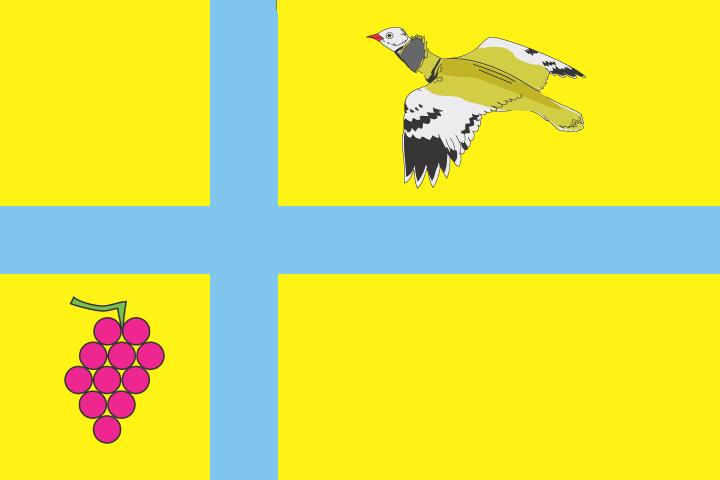
Levokumský rajón Poměr stran: 2:3
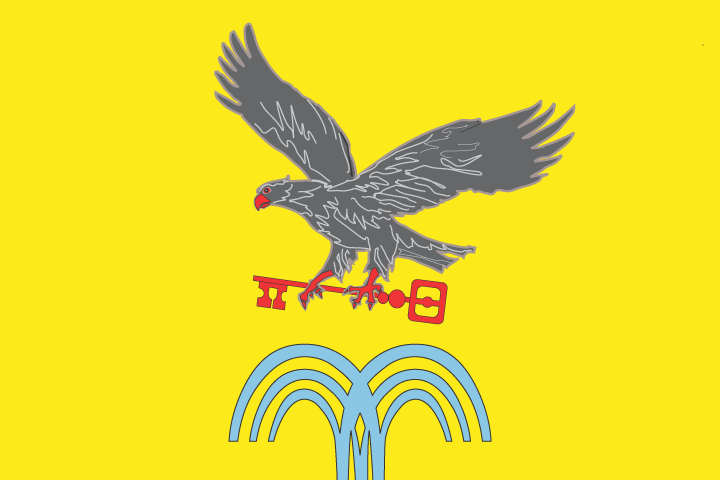
Miněralovodský rajón Poměr stran: 2:3
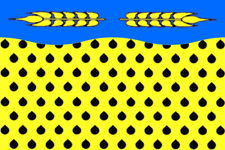
Něftěkumský rajón Poměr stran: 2:3
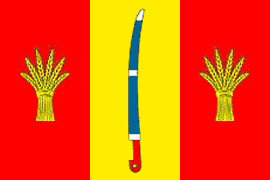
Novoalexandrovský rajón Poměr stran: 2:3
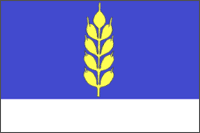
Novoselický rajón Poměr stran: 2:3
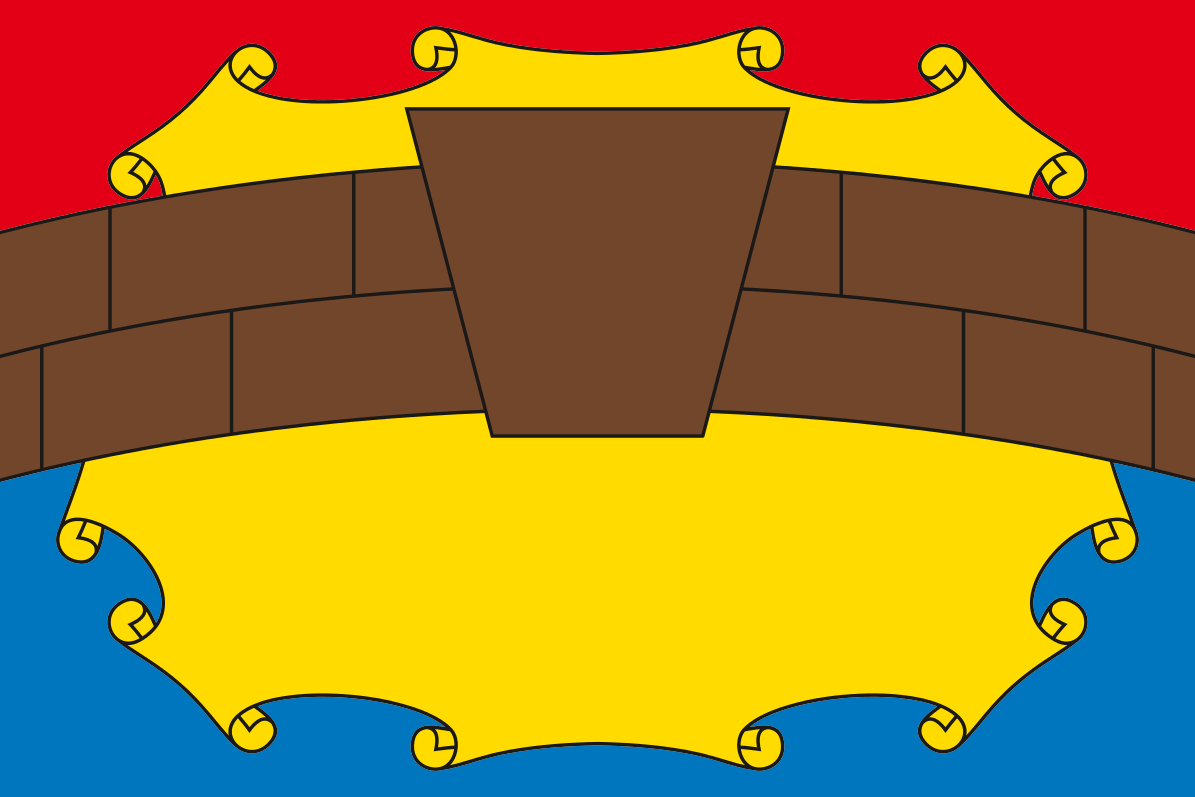
Petrovský rajón Poměr stran: 2:3
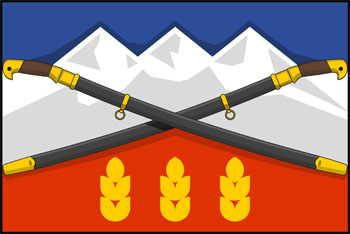
Predgorný rajón Poměr stran: 2:3
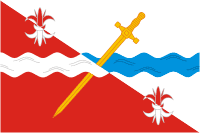
Sovětský rajón Poměr stran: 2:3
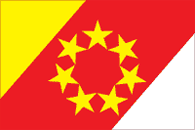
Stěpnovský rajón Poměr stran: 2:3
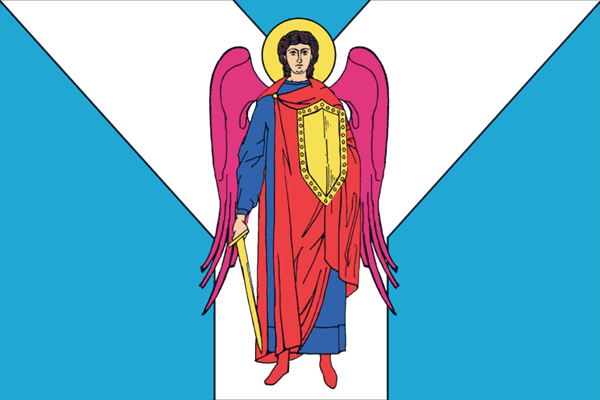
Špakovský rajón Poměr stran: 2:3
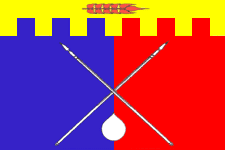
Trunovský rajón Poměr stran: 2:3
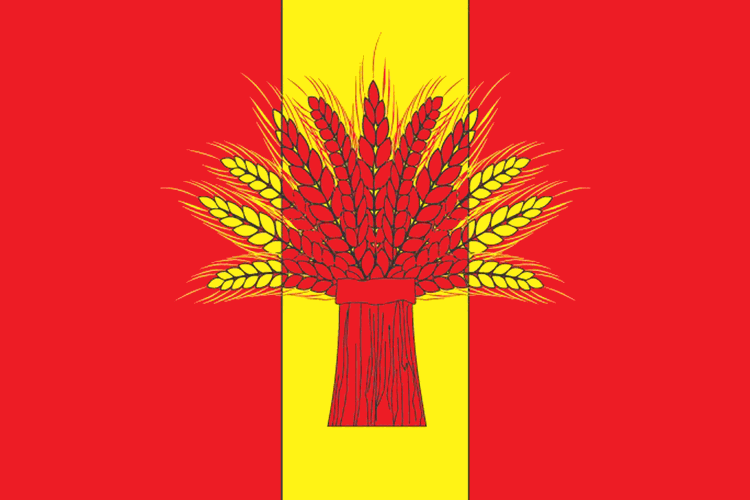
Turkmenský rajón Poměr stran: 2:3

- Stavropol
Poměr stran: 2:3
- Buďonnovsk
Poměr stran: 2:3
- Georgijevsk
Poměr stran: 2:3
- Jessentuki
Poměr stran: 2:3
- Železnovodsk
Poměr stran: 2:3
- Kislovodsk
Poměr stran: 2:3
- Lermontov
Poměr stran: 2:3
- Něvinnomyssk
Poměr stran: 2:3
- Pjatigorsk
Poměr stran: 2:3